# Fenwick Island
Fenwick Island es un pueblo ubicado en el condado de Sussex en el estado estadounidense de Delaware. En el año 2000 tenía una población de 342 habitantes y una densidad poblacional de 384 personas por km².

## Geografía
Fenwick Island se encuentra ubicado en las coordenadas 38°27′34″N 75°3′13″O / 38.45944, -75.05361.

## Demografía
Según la Oficina del Censo en 2000 los ingresos medios por hogar en la localidad eran de $58,333, y los ingresos medios por familia eran $68,750. Los hombres tenían unos ingresos medios de $46,607 frente a los $48,750 para las mujeres. La renta per cápita para la localidad era de $44,415. Alrededor del 8.5% de la población estaban por debajo del umbral de pobreza.